# Galium plumosum
Galium plumosum är en måreväxtart som beskrevs av Henry Hurd Rusby. Galium plumosum ingår i släktet måror, och familjen måreväxter.

## Underarter
Arten delas in i följande underarter:
- G. p. flossdorfii
- G. p. plumosum